# قطعنامه ۲۰۸۶ شورای امنیت
قطعنامهٔ ۲۰۸۶ شورای امنیت سازمان ملل متحد، سندی بین‌المللی دربارهٔ مأموریت حفظ صلح سازمان ملل متحد است. این قطعنامه طی نشست شورای امنیت سازمان ملل متحد در تاریخ ۲۱ ژانویه ۲۰۱۳ میلادی با ۱۵ رأی موافق، ۰ مخالف و ۰ ممتنع به تصویب رسید.